# Roni Benise
Roni Benise es un guitarrista de flamenco nacido en Nebraska, EUA. Benise dejó a su familia y se marchó a Los Ángeles California con el sueño de lograr ser una estrella de rock. Un día, después de escuchar flamenco en la radio, cambió la guitarra eléctrica por una clásica.
Junto a unos amigos que conoció en Los Ángeles, empezaron a ofrecer shows en teatros y en la calle. Después que empezaron a recibir buenas críticas sobre su música, empezó a introducir nuevos ritmos a su música, como samba, salsa y tango. La mezcla atrajo la atención de la Public Broadcasting System (PBS), y llevó su álbum Nights of Fire! a la radio, donde tendría muy buena aceptación, por lo que harían un DVD, que ganó un Premio Emmy.
Benise ha producido ocho discos (siete de estudio y uno en directo) y 2 DVD. Es dueño de un sello discográfico independiente, Rosanegra Música.

## Historia
Benise proviene de una pequeña granja cerca de Grand Island, Nebraska. El guitarrista autodidacta comenzó a tocar a la edad de 11 años y formó parte de grupos de música locales cuando era adolescente. Sus padres imaginaban que se sumaría al negocio familiar, pero él decidió llevar a cabo su sueño de volverse una estrella de rock. Dada la remota ubicación de su casa, pensó que allí no podría realizarlo, por lo que se trasladó al sur de California en 1999. Empezó a trabajar limpiando piscinas durante el día y tocando la guitarra en diversas bandas de rock en la noche. En una entrevista con Varela Chuy del San Francisco Chronicle, Benise cuenta que Jimmy Page, Jimi Hendrix, y "todos los grandes ", están entre sus influencias. 
Benise escuchó la guitarra española en la radio. "Creo que hay veces en la vida de todos, cuando todo cambia", dijo. "Oyendo la guitarra española en el coche, ese momento era para mí, porque el sonido te lleva lejos a un lugar exótico, y se trata de un ajuste perfecto, especialmente cuando estaba en esta encrucijada de mi vida." Y comenzó a reaprender el instrumento. "Ningún efecto, Whammy bares, trémolos o pedales de wah-wah, es sólo usted y la guitarra". Benise se centró exclusivamente en su nuevo instrumento. 
Después, Benise empezó a buscar algún club que le diera la oportunidad de dar presentaciones en la noche, pero fue rechazado por casi todos los clubes de la ciudad. ("Guitarra española? Olvídalo!"). Así comenzó Benise a ofrecer shows en la calle. Hizo alrededor de 225 espectáculos al año, en cualquier lugar. Así captó la atención de turistas y personas que viven en Los ángeles, lo cual le trajo fama, empezando a tocar en teatros de renombre.

## Nights of Fire!
Benise comienza la producción de Nights of Fire! llegando a tener éxito entre los latinos, lo que lleva que se transmita en el país en PBS. Fue grabado en el art deco Arlington Theatre de Santa Bárbara, California. La idea de Nights of Fire! floreció a partir de sus conciertos de producción propia, a la que llamó Viva Noches español. Realizó una gira con los artistas intérpretes o ejecutantes, bailarines de samba y percusionistas africanos, por diversos lugares. 
Llegaron ofertas de compañías discográficas, pero Benise se negó a comprometer su música o reducir el tamaño de su espectáculo. Por último, consideró que el derecho de gestión, que haría su show "más grande que la vida", recayera en el gestor de Doc. McGhee que descubrió a Bon Jovi, Kiss, Mötley Crüe, y otros. Benise, fue puesto en el centro de atención de PBS, un gran salto para un músico de raíces y del medio oeste americano y con ascendencia checo-eslovaca que hace tan solo un par de años era un músico callejero en el sur de California.
Observar cómo PBS presentó en masa a las audiencias a Yanni, Sarah Brightman, y Riverdance, decidió que conectar con la red parecía un paso lógico. Él creó el equivalente de una etapa musical, con piezas instrumentales de guitarra que permiten que los ritmos y melodías creen una historia sin palabras, todo con el romance y misterio del flamenco de calidad que el poeta Federico García Lorca llama "duende". 
Se ha llamado un "deslumbrante" show de cantantes y bailarines que incorpora el patrimonio musical de España, Francia, África, Egipto, Brasil y las islas del Caribe de Puerto Rico y Cuba. La mezcla de materiales en Nights of Fire! incluye samba brasileña, salsa cubana, el flamenco español, tango argentino, incluso cantos tribales africanos y tambores. La producción de los trajes fueron reconocidos con un Premio Emmy. Benise dice: "Soy consciente de la música de todo el mundo y creo que ese sentimiento me ha permitido abarcar todos ellos, a fin de incorporarlos a las canciones que yo escribo, la música que cantan, los espectáculos que realizamos. Cuando la gente pregunta qué es, les digo que es una combinación de blues, jazz, salsa, rock y mucho más, pero en un estilo hipper. Algunos han descrito a Nights of Fire! como una mezcla entre Riverdance  Latina y el Cirque du Soleil. Se incorpora a una "clase mundial" de músicos y "elaborada coreografía" de bailarines. En el escenario se rodea de 40 personas que con tambores exóticos, violín gitano, bailarines flamencos, artistas del Cirque, percusionistas de Brasil y bailarines de samba, tambores tribales de África, cuernos de La Habana y una colorida iluminación. La música también se enmarca en la nueva era de radio de jazz suave.

### Músicos invitados
- Karen Briggs
- Gilberto González
- Mychal Lomas
- Al Velasquez
- C.G. Ryche
- Jim Sitterly
- Yussi

## Discografía

### Álbumes de estudio
- Strings of Hope (2020)
- Fuego! (Spirit of Spain) (2018)
- Barcelona Lounge N° 1. (Olé Olé) (Ft. David Arkestone) (2013)
- The Spanish Guitar (2010)
- White Christmas (2010)
- Sentimento (2008)
- Cuba (2007)
- Nights of Fire! (2005)
- Brazil (2003)
- Mediterranea (2002)
- Spanish Nights (2001)
- Romance & Passion (2000)
- Angels (2000)
- Taboo (2000)

### Álbumes en directo
- Benise Live!

### DVD
- Nights of Fire!
- Spanish Nights

## Revisiones
- R.J. Lannan; New Age Reportero; Nights of Fire
- ChrisRuel.com music reviews